# Royal Clipper
Royal Clipper (русиф. «Ро́йял Кли́пер») — пятимачтовое четырёхзвёздочное круизное парусное судно, построенное по образу и подобию «Пруссии» (1902—1910).
Было разработано Зигмунтом Хоренем (Zygmunt Choreń), польским специалистом по корабельным устройствам, принято в эксплуатацию в 2000 году, вмещает 227 пассажиров.
Royal Clipper может развивать скорость до 20 узлов.

## История
Предназначавшийся для круизного судна Gwarek с парусной поддержкой корпус с тремя мачтами строился на верфи в Гданьске, однако в 1999 году был перестроен в большой парусник. Для этого судно оснастили классическим носом «клиперного» типа с бушпритом длиной 11 метров и кормой парусника. Интерьер был полностью сделан на верфи в дельте Рейна и Мааса в июле 2000.
Прообразом парусника стал знаменитый немецкий пятимачтовый винджаммер Preußen, созданный в начале XX века. Но, в отличие от него, Royal Clipper создавался исключительно как пассажирское судно.
Судно в настоящее время принадлежит шведской компании Star Clippers, которой принадлежат также два корабля-близнеца — четырёхмачтовые Star Clipper и Star Flyer. В течение лета Royal Clipper путешествует по Средиземноморью. В течение зимы он совершал туры по Карибскому морю через южную часть Малых Антильских островов. Благодаря своему размеру он может посетить небольшие порты, в которые не могут заходить большие круизные суда. Трансатлантические круизы доступны между сезонами.

## Конструкция
Оснащён дополнительными дизельным и электрическим (для малого и бесшумного хода, до 8 узлов) двигателями, которые могут, переключаясь, работать на один и тот же винт. При движении под парусами лопасти винта меняют угол, создавая минимальное сопротивление движению. Палуба корабля обшита отборным тиком, а его мачты достигают высоты 60 метров. Общая площадь всех 42-х парусов составляет 5 тысяч квадратных метров. Реи из алюминия с механизмами и оснасткой изготавливались российской компанией «Барс».

## Общие характеристики
- Скорость (макс) — 20 узлов (под парусами), 13,5 узлов (под двигателем)
- Количество мачт — 5
- Пассажирские палубы — 4
- Количество пассажиров — 227
- Каюты — 114
- Площадь парусов — 5205 м²
- Макс. длина — 133,8 м
- Длина корпуса — 120,4 м
- Ширина — 16,46 м
- Осадка — 5,64 м